# شپش نهنگ
شپش نهنگ (نام علمی: Cyamidae) نام یک تیره از راسته دوجورپایان است.